# E.Typist
e.Typist（イー・タイピスト）はNTTデータNJKが販売している活字OCRソフトウェアである。日本語、英語をはじめとする58言語に対応しているのが特徴である。かつて存在して同社が吸収合併したメディアドライブのブランドで販売されている。パッケージソフトウェアとして販売しているが、ダウンロード販売も行っている。
最新版はMacintoshプラットフォーム向けソフトウェアはリリースされていないが、v8までは日英2ヶ国語対応版 (e.Typist バイリンガル)がリリースされていた。

## 概要
e.Typistシリーズには、以下の製品がある。
- e.Typist - 通常版。e.Typist v11.0以降は58言語に対応。
- e.Typist NEO - e.Typistシリーズの廉価版。対応言語を2カ国語 (日本語/英語) に制限した活字OCRソフト。2009年よりe.Typist NEO v12.0から提供[1]。
- e.Typist WorldOCR (旧 e.Typist Mobile) - スマートフォンのカメラで撮影した活字文書をOCRすることができる活字OCRアプリ。当初は2カ国語のみの対応 (日本語/英語) だった。iOSとAndroidにアプリを提供している。2011年より提供[2]。2014年よりe.Typist WorldOCRという名前になり、追加で11言語に対応、追加言語の利用にはアプリ内課金が発生する。
- e.Typist One - 期間利用型の2カ国語 (日本語/英語) 対応活字OCRソフト[3]。30日版、90日版、365日版がある。2017年より販売開始。
- e.Typist エントリー - キヤノン、シャープ、デル、レックスマークなどのイメージスキャナや複合機にバンドルされていた[4][5][6]。対応言語は2カ国語 (日本語/英語) 。Windows版の他にMacintosh版も提供されていた。また、1990年代にはe.Typist 1.0、2.0、LEといったエディションもイメージスキャナにバンドルされていた[7]。

e.Typist v11.0以降は58言語に対応しており、対応言語の多さが特徴となっている。対応言語は、日本語・英語、中国語 (簡体/繁体)、韓国語、ドイツ語、フランス語、スペイン語、イタリア語、オランダ語、スウェーデン語、ノルウェー語、フィンランド語、デンマーク語、ポルトガル語、ロシア語、ポーランド語、チェコ語、ハンガリー語、トルコ語、ギリシア語、アフリカーンス語、アルバニア語、アイマラ語、バスク語、ブルトン語、ブルガリア語、カタロニア語、クロアチア語、エストニア語、フラマン語、ゲール語、ハワイ語、アイスランド語、ラテン語、ラトビア語、リトアニア語、マケドニア語、英語（ニュージーランド）、ルーマニア語、セルビア語、セルボクロアチア語、スロバキア語、スロベニア語、スワヒリ語、タヒチ語、ウクライナ語、ウェールズ語、西フリースランド語、ズールー語、ベラルーシ語、フェロー語、フリウリ語、グリーンランド語、インドネシア語、クルド語、南ソルビア語、マレー語、北ソルビア語。
58言語に対応する前には、日英以外の言語対応を補うためにゼロックス(後にScanSoft社)のTextBridge PROやOmniPageをバンドルしたエディションも販売していた。
e.Typistシリーズのユーザーインターフェイスは、左に画像、右に認識されたテキストを配置し、左右の各スクロールを動かすと左右が同時に動くため、単純なレイアウトの書籍の突き合わせ校正をおこないやすいと言われており、紙の本から電子書籍をおこす自炊に向いていると言われている。
e.Typistシリーズは、2021年現在も販売は継続されているが、メディアドライブ社の吸収合併以降、 e.Typistシリーズには大きな機能改善は行われておらず、NTTデータNJKが持つ他ブランドのOCRの機能拡張が行われている。

## 沿革
- 1998年4月24日 e.Typist 97インターナショナル for Macintoshを発売。日英2ヶ国語対応OCRに、12ヵ国語に対応したScanSoft社の欧米文専用活字OCR「TextBridge PRO8.0 for Macintosh」をバンドルしたもの[10]。
- 1998年6月19日 e.Typist バイリンガル98 for Windowsを発売。12ヵ国語に対応した「TextBridge PRO98」を同梱した「e.Typist 98インターナショナル」も発売された[11]。
- 1999年6月4日 e.Typist v.5.0 for Windowsを発売。「やさしくファイリング」をバンドルした「e.Typist v.5.0 プラスファイリング for Windows」、12ヵ国語に対応したScanSoft社の欧米文専用活字OCR「TextBridge PRO98」をバンドルした「e.Typist v.5.0 インターナショナル for Windows」も発売された[12]。
- 1999年11月26日 e.Typist v.5.0 for Macintoshを発売。12ヵ国語に対応した欧米文専用活字OCR「TextBridge PRO98」をバンドルした「e.Typist v5.0 インターナショナル for Macintosh」も発売された[13]。
- 2001年7月13日 e.Typist v.7.0 バイリンガル for Windowsを発売。「やさしくファイリング 3」をバンドルした「e.Typist v.7.0 プラスファイリング for Windows」、ScanSoft社の欧米文専用活字OCR「TextBridge PRO Millennium」をバンドルした「e.Typist v.7.0 インターナショナル for Windows」も発売された[14]。日英2ヶ国語対応。
- 2002年1月25日 e.Typist v7.0 バイリンガル for Macintosh 発売[15]。
- 2002年7月12日 e.Typist v8.0 バイリンガル for Windows 発売[16]。日英2ヶ国語対応。英語、イタリア語、オランダ語、スウェーデン語、スペイン語など計56言語をサポートするScanSoft社の欧米文専用活字OCR「TextBridge Pro 11 for Windows」をプラスした「e.Typist v8.0 インターナショナル for Windows」や、スキャンしたデータをファイリングし、管理・活用する「やさしくファイリング 4 for Windows」とのバンドル版「e.Typist v.8.0 プラスファイリング for Windows」も発売された。
- 2003年11月7日 e.Typist v8.0 バイリンガル for Macintosh 発売[17]。Mac OS Xに対応。
- 2003年7月25日 e.Typist v9.0 発売[18]。以降はWindows版のみ発売。低解像度画像やつぶれ画像の認識や、第2水準文字の認識を強化。日本語/英語/ドイツ語/フランス語/スペイン語など、13カ国に標準対応した。手書きOCRソフト「e.Handエントリー」を同梱。計56言語をサポートするScanSoft社の欧米文専用活字OCR「TextBridge Pro 11 for Windows」をプラスした「e.Typist v9.0 インターナショナル for Windows」や、スキャンしたデータをファイリングし、管理・活用する「やさしくファイリング 5」とのバンドル版「e.Typist v.9.0 プラスファイリング for Windows」も発売された。
- 2004年9月17日 e.Typist v10.0 発売[19]。英語・ドイツ語・スペイン語・イタリア語・オランダ語・スウェーデン語・ポルトガル語・ロシア語など56カ国語に対応したScanSoft社の「OmniPage SE 3.0」をプラスした「e.Typist v10.0 インターナショナル」や、スキャンしたデータをファイリングし、管理・活用する「やさしくファイリング 6」とのバンドル版「e.Typist v.10.0 プラスファイリング」も発売された。
- 2005年1月21日 e.Typist v10.0 プラスアジア発売[20]。追加で中国語及び韓国語の2カ国語の認識に対応した、計15カ国語に対応した。
- 2005年9月23日 e.Typist v11.0 発売[21]。最新の認識エンジンを搭載するとともに、日本語、英語、ドイツ語、フランス語、ロシア語、中国語、ハングルなど、全58カ国語に標準で対応。認識した結果をUnicode形式で保存できる「Unicodeテキスト出力機能」などの、新機能を搭載。一般パッケージのほかダウンロード版を用意、電子スクラップソフトの最新版「やさしくファイリング 7」を付属した、e.Typistプラスファイリングシリーズも販売された。
- 2007年7月27日 e.Typist v12.0 発売[22]。最新の認識エンジンを搭載するとともに、Windows VistaやMicrosoft Office 2007の標準フォーマットの出力などに対応。
- 2009年11月27日 e.Typist NEO v12.0 発売[1]。日英2ヶ国語対応に絞った廉価版e.Typist NEOシリーズの販売開始。
- 2010年10月8日 e.Typist v13.0 / e.Typist NEO v13.0 発売[23]。最新の認識エンジンを搭載するとともに、WordやExcelでの認識結果の再現性を強化した。
- 2011年9月29日 e.Typist Mobile for iPhone / Android 提供開始[2]。スマートフォンのカメラで撮影した活字文書をOCRすることができる2カ国語対応（日本語/英語）活字OCRをスマートフォン向けアプリとして提供。iPadにも対応。
- 2012年4月13日 e.Typist v14.0 / e.Typist NEO v14.0 発売[24]。iPhoneやAndroidなどのスマートフォン/タブレット端末との連携機能、および、外部のクラウドサービスとの連携機能を新たに搭載。
- 2013年9月27日 e.Typist v15.0 / e.Typist NEO v15.0 発売[25]。「つぶれ・かすれ文字」の認識精度向上、日本語の斜体文字や縦書き中に横書きで挿入された英字の認識、デジタルカメラで撮影した低品質画像の認識性能向上など。
- 2014年2月28日 e.TypistWorldOCR 提供開始[26]。追加の11言語 (中国語/韓国語/ドイツ語/フランス語/スペイン語/イタリア語/オランダ語/ポルトガル語/タイ語/ベトナム語/マレー語)がアプリ内課金で利用可能になった。
- 2017年4月1日 メディアドライブが親会社エヌジェーケーに吸収合併[27]。
- 2017年4月16日 e.Typist One 発売[3]。
- 2019年2月1日 エヌジェーケーがNTTデータNJKに社名変更[28]。